# Cardinais regulares e singulares
Em matemática, especialmente em teoria de conjuntos, um cardinal é denominado regular se ele é igual a sua própria cofinalidade. Caso contrário, é dito singular.

## Definições e exemplos
Se abreviarmos cofinalidade de {\displaystyle x} como {\displaystyle {\mbox{cf}}(x)}, podemos generalizar a definição acima para ordinais dizendo que {\displaystyle \alpha } é regular se {\displaystyle {\mbox{cf}}(\alpha )=\alpha } e singular se {\displaystyle {\mbox{cf}}(\alpha )<\alpha }, pois {\displaystyle {\mbox{cf}}(\alpha )} ≤ {\displaystyle \alpha } vale para todo ordinal. De maneira equivalente, podemos definir que um cardinal {\displaystyle \kappa } é singular se resulta da união de uma quantidade menor que {\displaystyle \kappa } de conjuntos cada um dos quais tem também cardinalidade menor que {\displaystyle \kappa }:
{\displaystyle \kappa =\bigcup _{\alpha <\beta }(A_{\alpha }){\mbox{ tais que }}\beta <\kappa {\mbox{ e }}\left|A_{\alpha }\right|<\kappa {\mbox{ para cada }}\alpha <\beta }
Por exemplo, {\displaystyle \aleph _{\omega }} é singular pois:
{\displaystyle \aleph _{\omega }=\bigcup _{n<\omega }\aleph _{n}=\aleph _{0}\cup \aleph _{1}\cup \dots \cup \aleph _{n}\cup \dots \;\;} 
ou seja, {\displaystyle \aleph _{\omega }} é a união de {\displaystyle \omega =\aleph _{0}} conjuntos, cada um dos quais tem cardinalidade menor que {\displaystyle \aleph _{\omega }}.
Por outro lado, {\displaystyle \omega } é regular, pois {\displaystyle {\mbox{cf}}(\omega )=\omega }. Além disso, a união de uma quantidade finita de conjuntos finitos é um conjunto finito.

## Cardinais regulares e o axioma da escolha
Na teoria de conjuntos de Zermelo-Fraenkel mais o axioma da escolha, denominada ZFC, pode ser demonstrado que a união enumerável de conjuntos enumeráveis é enumerável e portanto {\displaystyle \aleph _{1}} é regular. Sem o axioma da escolha, {\displaystyle {\mbox{cf}}(\aleph _{1})=\omega } (que implica que {\displaystyle \aleph _{1}} é singular) é consistente com ZF, se ZF é consistente.
Em ZFC é demonstrado que todo cardinal da forma {\displaystyle \aleph _{\alpha +1}} (denominado  cardinal sucessor) é regular. Um cardinal infinito que não é sucessor é denominado cardinal limite e em {\displaystyle \aleph _{\alpha }} temos que {\displaystyle \alpha ={\mbox{0}}} ou {\displaystyle \alpha } é um ordinal limite. Em ZFC não pode ser demonstrada a existência de cardinais limites regulares diferentes de {\displaystyle \omega }, se ZFC é consistente.